# سونيك مينيا
سونيك مينيا (بالإنجليزية: Sonic Mania ؛ باليابانية: ソニックマニア)، هي لعبة فيديو من نوع منصات، طورها ستوديو هيدكانون وباغودا ويست ونشرها شركة سيجا، صدرت اللعبة في جميع أنحاء العالم بتاريخ 15 أغسطس،2017م، وتعمل لأنظمة التشغيل كل من بلاي ستيشن 4 وإكس بوكس ون ونينتندو سويتش ومايكروسوفت ويندوز. و لاحقا على أندرويد وآي أو إس بواسطة نتفلكس
اللعبة سونيك مينيا هو إحياء لسلسلة ألعاب القنفذ سونيك الاصلية تبع سيجا ميجا داريف تم انتاجها في الاحتفال بسلسلة«القنفذ سونيك» الذكرى الخامسة والعشرين، القصة تدور حول القنفذ سونيك و تيلز و النضناض ناكلز كما أنها تغلب على هزيمة عدوهم دكتور إغمان وأتباعه الروبوتية و Hard-Boiled Heavies ، وميزات إعادة تصميم المراحل من المراحل السابقة من الاجزاء السابقة.

## سونيك مينيا بلس
سونيك مينيا بلس (بالإنجليزية: Sonic Mania Plus ؛ باليابانية: ソニックマニア・プラス)
تم إصدار نسخة إضافية للعبة، للبيع بالتجزئة وكمحتوى قابل للتنزيل للإصدار الأصلي في 17 يوليو 2018. شخصيات إضافية قابلة للعب المدرّع مايتي وراي السنجاب الطائر من لعبة الأركيد سيغا سونيك ذا هيدجهوج عام 1993، ولكل منها لديه قدرات فريدة.